# الميثال (بني سعد)
الميثال هي إحدى قرى عزلة بني حمادي بمديرية بني سعد التابعة لمحافظة المحويت، بلغ تعداد سكانها 368 نسمة حسب تعداد اليمن لعام 2004.